# Jerry Johnson
Jerry Jamar Johnson (Lancaster, Pensilvania, 23 de abril de 1982) es un jugador de baloncesto estadounidense nacionalizado kazajo. Mide 1,83 metros, y juega en la posición de base en el BC Neptūnas Klaipėda.

## Trayectoria deportiva
Desarrolló su carrera universitaria en el Rider Broncs y tras no ser drafteado en 2005, su primera experiencia como profesional sería en las filas del SKS Starogard Gdański . Más tarde, desarrollaría su carrera en Turquía, Francia y Bélgica. 
Con el Spirou Charleroi ganaría tres ligas belgas y una copa. Tras un paso por BC Lietuvos rytas y Galatasaray, llegaría a Kazajistán para jugar durante 5 temporadas en las filas del BC Astana.
En el conjunto kazajo conseguiría 4 ligas y 4 copas, realizando doblete desde 2012 a 2015. Además, obtendría la nacionalidad de aquel país.
En 2017, firma por el BC Neptūnas Klaipėda, volviendo así a disputar la Lietuvos Krepšinio Lyga.